# Janusz Sokołowski (chemik)
Janusz Sokołowski (ur. 29 października 1921 w Karniszewicach, powiat Łask, zm. 18 maja 1997 w Gdańsku) – polski chemik, profesor, pierwszy rektor i doktor honoris causa Uniwersytetu Gdańskiego, rektor Wyższej Szkoły Pedagogicznej w Gdańsku, specjalista od pochodnych azotowych cukrów. Członek Trybunału Stanu w latach 1989–1991.

## Życiorys
Urodził się w rodzinie Leszka (1899–1960), współwłaściciela i dyrektora fabryki włókienniczej „Dobrzynka” w Pabianicach, i pochodzącej z rodziny niemieckiej, Wilmy z domu Hadrian (1901–1985). Po ukończeniu szkoły powszechnej we wsi Piątkowisko rozpoczął naukę w gimnazjum w Rabce, przerwaną przez wybuch II wojny światowej.
Lata okupacyjne spędził jako pracownik fizyczny na wsi. W 1945 zdał maturę w Gimnazjum i Liceum im. Śniadeckiego w Pabianicach i podjął studia na Wydziale Chemicznym Politechniki Gdańskiej. W czerwcu 1949 uzyskał dyplom inżyniera chemii i magistra nauk chemicznych, będąc już od listopada 1948 asystentem na uczelni.
W kwietniu 1951 został adiunktem, a we wrześniu 1952 przeszedł do pracy w Wyższej Szkole Pedagogicznej w Gdańsku. Tam początkowo był docentem kontraktowym, zaś po przekształceniach systemu akademickiego wykładowcą, tymczasowym samodzielnym pracownikiem, zastępcą profesora (1955), starszym wykładowcą (1961). Kierował Katedrą Chemii Organicznej.
Doktorat z chemii obronił 1 lipca 1961 na podstawie wyników analizy budowy N-D-glikozylo-p-aminoazobenzenu. Promotorem był profesor Politechniki Gdańskiej Leon Kamieński. W maju 1964 Sokołowski habilitował się na podstawie pracy Budowa azotowych glikozydów na Wydziale Matematyczno-Fizyczno-Chemicznym Uniwersytetu Mikołaja Kopernika w Toruniu i w styczniu następnego roku został docentem etatowym. W marcu 1968 mianowany został profesorem nadzwyczajnym, w październiku 1977 profesorem zwyczajnym. Od lipca 1965 pełnił funkcję prorektora Wyższej Szkoły Pedagogicznej, a od września 1968 rektora.
Z nominacji ministerialnej był najpierw organizatorem, a od lipca 1970 pierwszym rektorem Uniwersytetu Gdańskiego. Na stanowisku pozostawał do 1981. 24 września 1981 w uznaniu zasług senat uczelni nadał mu tytuł rektora honorowego. Jednocześnie kierował Katedrą Chemii Organicznej. Przeszedł na emeryturę z końcem roku akademickiego 1991/1992, nadal udzielając się w pracy dydaktycznej i naukowej.
Należał do Polskiej Zjednoczonej Partii Robotniczej. W latach 1989–1991 był członkiem Trybunału Stanu.
W 1948 poślubił Teresę z Majlertów (ur. 1926), wówczas studentkę Politechniki Gdańskiej, która później na tej uczelni była profesorem i pierwszą kobietą-dziekanem Wydziału Chemii. Mieli dwie córki, Joannę zamężną Szczucką (ur. 1951), fizyka, i Danutę zamężną Tomaczak (ur. 1953), informatyka.

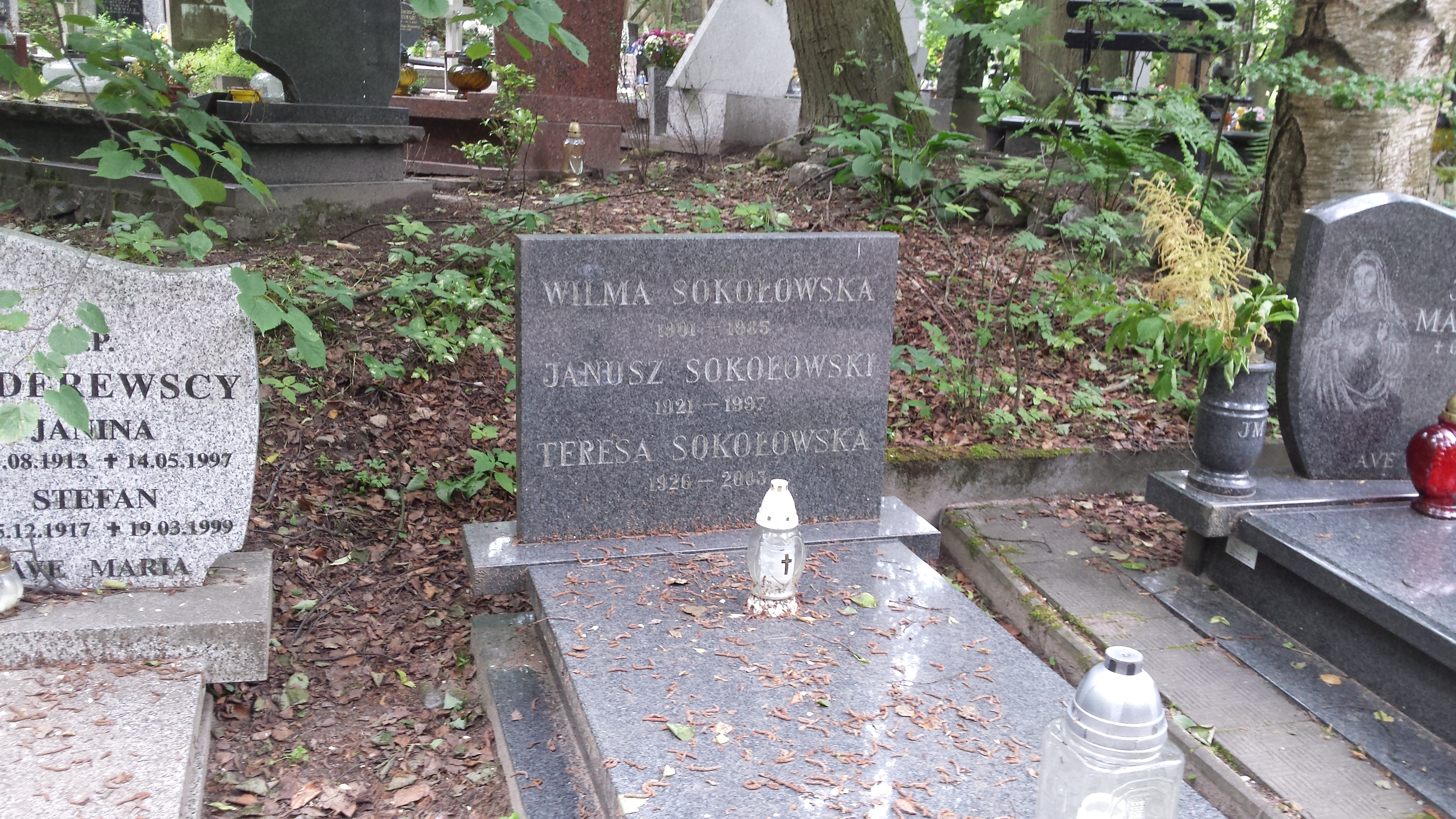
Grób profesora Janusza Sokołowskiego na cmentarzu Srebrzysko w Gdańsku

Zmarł w Gdańsku, pochowany w Alei Profesorskiej na cmentarzu Srebrzysko (rejon IX, kwatera KW I-1).

## Dokonania naukowe
Janusz Sokołowski specjalizował się w dziedzinie chemii organicznej. Był twórcą gdańskiej szkoły badań azotowych pochodnych cukrów. Ogłosił przeszło 200 prac, m.in. Budowa azotowych glikozydów („Zeszyty Naukowe WSP”, Chemia 5, 1965), Zarys teorii chemii organicznej (z Gotfrydem Kupryszewskim, trzy tomy, 1961–1965), Teoretyczne podstawy chemii organicznej (1972), Analiza związków organicznych (z G. Kupryszewskim i Ritą Walczyną, 1996). Publikował także artykuły w pismach o zasięgu międzynarodowym, m.in. „Journal of Carbohydrates” i „Carbohydrate Research”. Pod kierunkiem Sokołowskiego doktoraty uzyskało 9 osób.

## Ordery i odznaczenia
- Krzyż Komandorski Orderu Odrodzenia Polski (1988)
- Krzyż Oficerski Orderu Odrodzenia Polski (1976)
- Krzyż Kawalerski Orderu Odrodzenia Polski (1969)
- Złoty Krzyż Zasługi (1960)
- Medal 30-lecia Polski Ludowej (1974)
- Medal 40-lecia Polski Ludowej (1985)
- Srebrny Medal „Za zasługi dla obronności kraju” (1974)
- Brązowy Medal „Za zasługi dla obronności kraju” (1972)
- Medal Komisji Edukacji Narodowej (1973)[4]
- Odznaka 1000-lecia Państwa Polskiego (1966)
- Odznaka tytułu honorowego „Zasłużony Nauczyciel PRL” (1978)

Źródło:.

## Nagrody i wyróżnienia
- Nagroda Naukowa Wojewody Gdańskiego (1978)[2]
- tytuł doktora honoris causa Uniwersytetu Gdańskiego (17 lipca 1986)[5]

## Upamiętnienie
- Jego imię od 30 października 1992 nosiła sala posiedzeń Senatu UG w pierwszym budynku Rektoratu przy ul. Bażyńskiego 1A, od 28 marca 2018 w Bibliotece Głównej.
- Od 2015 nadawany jest przez UG Medal Janusza Sokołowskiego De Chimia Gedanensi Bene Meritus[6].
- 19 marca 2021 jego imię otrzymał gdański tramwaj Pesa Jazz Duo 128NG nr 1064.

Źródło:.